# Lophostemon suaveolens
Espèce
Statut de conservation UICN

 LC  : Préoccupation mineure
Lophostemon suaveolens est une espèce de plantes à fleurs de la famille des Myrtaceae. Il s'agit d'un arbre de taille moyenne, originaire d'Australie et de Nouvelle-Guinée.

## Répartition et habitat
Ce taxon se rencontre dans les pays suivants : Australie, Indonésie, Papouasie-Nouvelle-Guinée. En Australie, les sources botaniques le décrivent comme étant naturellement présent depuis la côte nord du NSW jusqu'à la péninsule de Cape York en passant par l'est du Queensland, y compris les forêts tropicales humides du Queensland où il s'étend jusqu'à 900 m au-dessus du niveau de la mer ; il pousse dans les terrains marécageux ou les plaines alluviales des rivières, dans les forêts ouvertes, les forêts-galeries et les marges des forêts tropicales humides
,.

## Systématique
Le nom correct complet (avec auteur) de ce taxon est Lophostemon suaveolens (Sol. ex Gaertn.) Peter G.Wilson (d) & J.T.Waterh. (d).
L'espèce a été initialement classée dans le genre Melaleuca sous le basionyme Melaleuca suaveolens Sol. ex Gaertn..
Lophostemon suaveolens a pour synonymes :
- Homaliopsis forbesii S.Moore
- Lophostemon depressum Schott
- Melaleuca suaveolens Sol.
- Melaleuca suaveolens Sol. ex Gaertn.
- Tristania depressa Link
- Tristania rhytiphloia F.Muell.
- Tristania salicifolia Link
- Tristania salicifolia Link ex Steud.
- Tristania suaveolens var. glabrescens F.M.Bailey
- Tristania suaveolens var. vulgaris Domin
- Tristania suaveolens (Sol. ex Gaertn.) Sm.

### Étymologie
Le nom de genre Lophostemon vient du grec « lophos » cou, crête, aigrette  et « stemon » chaine de tisserand, fil de quenouille, en botanique « étamines ». Les étamines très nombreuses sont groupées en cinq faisceaux.
L'épithète suaveolens vient du latin « suave olens » « à l'odeur suave ».